# 陈全国
陈全国（1955年11月—），河南平舆人，中国共产党、中华人民共和国政治人物，原副国级领导人。1973年12月参加工作，1976年2月加入中国共产党。高考恢復後1981年12月本科毕业于郑州大学经济系政治经济学专业；1997年1月在职毕业于原武汉汽车工业大学经济学硕士；2004年获武汉理工大学管理学博士学位。中共第十七届候补中央委员，第十八届中央委员，第十九届中央委员、中央政治局委员。曾任中共河南省委副书记、河北省人民政府省长、中共西藏自治区党委书记、中共新疆维吾尔自治区党委书记、（兼）新疆生产建设兵团第一政委、中共新疆兵团党委第一书记、中央农村工作领导小组副组长。

## 生平

### 早年经历
陈全国中学毕业后，18岁入中国人民解放军服役，被分配至陆军第三师炮兵团，先后担任装填手、军械士和班长职务，并在该部服役至退役；1977年转业地方，被分配到驻马店汽车配件厂工作。第二年，高考制度恢复后，考入郑州大学经济系（1978年2月-1981年12月）。大学毕业后，分配到河南省平舆县辛店公社工作（1981年12月-1983年9月）；由中共政坛的最底层，开始了从政之路。

### 河南省
陈全国进入政界后，曾长期在河南基层工作。历任中共驻马店地委办公室秘书（1983年9月-1985年4月）、地委副秘书长兼任政策研究室主任（1985年4月-1988年9月），遂平县委书记（1988年9月-1992年9月），驻马店地委委员（1992年9月-1994年2月），平顶山市委常委、组织部长（1994年2月-1996年3月），漯河市委副书记、市长等职（1996年3月-1998年1月；期間1995年3月-1997年7月武汉理工大学工商管理学院经济学专业在职攻读硕士学位并获工商管理硕士学位）。1998年1月，任河南省人民政府副省长，成为时任省长李克强的副手，在其手下工作五年，被外界视为李的亲信。2000年11月，任中共河南省委常委、组织部部长。2003年4月，任中共河南省委副书记。2005年11月，任中共河南省委副书记、省委党校校长、河南行政学院院长。
2009年11月，任中共河北省委副書記、代理河北省省长。2010年1月，在河北省十一届人大三次会议上，正式出任河北省省长。

### 西藏自治区
2011年8月25日，中共中央宣布，任命陈全国为中共西藏自治区党委書記。2012年5月8日，陳全國當選為西藏軍區黨委第一書記。陈全国在西藏主政期间，虽然外界对陈全国在西藏推行的一些政策褒贬不一，但仅就经济而言，西藏确实取得了可观的发展。有数据显示，2012年西藏GDP增速为11.8%；2013年增速12.1%；2014年增速12%，全国排名第一；2015年增速为11%，全区生产总值首次突破千亿元；在2016年上半年，西藏以10.6%增速领跑中国其他省市。

### 新疆维吾尔自治区
2016年8月28日，不再担任西藏党委书记。2016年8月29日，任中共新疆维吾尔自治区党委书记，同時兼任新疆生产建设兵团第一政委、兵团黨委第一書記。
2017年10月25日，62岁的陈全国在中共十九届一中全会上当选中共中央政治局委员，晋升副国级，成为党和国家领导人。
陈全国到任新疆前，其前任张春贤采取“柔性治疆”的策略，被認為未能有效阻止新疆“暴恐事件”发生和治安恶化。自2014年乌鲁木齐火车南站暴力恐怖袭击案件发生之后，中共中央总书记习近平下令兴建“再教育中心”。陈全国到任后，向习近平立下军令状，提出“在新疆，没有稳定一切皆为零”的口号。此后，新疆采取大规模清查表面为政府工作但实际上被指支持疆独的“两面人”并调整人事、设立职业技能教育培训中心、社区联保等措施。另一方面，陈全国继续推出发展经济、保障就业、安居工程、改善基建、保护生态等政策。
陈全国到任后，自2017年起，新疆再没有发生过恐怖袭击事件。据《明报》报道，陈全国在新疆的维稳措施受到中共高層肯定。2018年2月24日，当选为第十三届全国人大代表。

### 中共中央
2021年12月25日，中共中央宣布陈全国不再兼任中共新疆维吾尔自治区党委书记，另有任用；由中共广东省委副书记、省长马兴瑞接任。
在新疆自治区党委书记交接领导干部会议上，继任者马兴瑞说：“近年来，以陈全国书记为班长的自治区党委一班人，坚持以习近平新时代中国特色社会主义思想为指导，团结带领全区各族干部群众，推动新疆工作取得重大成效。陈全国书记为新疆的改革发展稳定事业倾注了大量心血、作出了重要贡献。”新疆政府主席艾尔肯·吐尼亚孜说：“陈全国同志到新疆工作以来，面对严峻复杂的形势，在以习近平同志为核心的党中央坚强领导下，团结带领全区上下完整准确贯彻新时代党的治疆方略，牢牢扭住社会稳定和长治久安总目标，坚持依法治疆、团结稳疆、文化润疆、富民兴疆、长期建疆，推动新疆工作取得了重大成效。”
2022年6月，以中央农村工作领导小组副组长的身份出席会议。
2022年10月23日，67岁的陈全国在中共二十届一中全会后卸任中共中央政治局委员退休。

## 争议
陈全国採取措施抑制新疆的恐怖主義活動，包括在新疆扩充职业技能教育培训中心等。這些維穩措施引起美國當局的批评。2018年8月29日，美国两党国会中国执行委员会共和党共同主席，共和党参议员马可·卢比奥和共和党众议员克里斯·史密斯联名写信给美国国务卿蓬佩奥和财政部长姆努钦，声称“中国西部自治区新疆的穆斯林在新疆再教育营里受到任意拘留、酷刑，以及对宗教活动和文化的高度限制。他们的日常生活都受到数位监控系统监视”，呼吁美国国务院和财政部根据《全球马格尼茨基法案》，制裁中国政府高官和实行监督政策的共产党官员，其中包括时任新疆党委书记的陈全国。除了卢比奥和史密斯之外，还有7名共和党议员、7名民主党议员和1名独立人士总共17名美国参议员和代表参与联署。
根據BBC報導：記者試圖了解并强闯“培訓中心”時，發現周圍警備森嚴，車輛在設施附近公路行駛時被車輛跟蹤、拍攝被警衛人員攔阻；且其在當地的活動被嚴密監控，很難與當地人交流。有匿名消息人士称培训中心以前是允许被采访的。新疆官方在2019年全國兩會（人民代表大會，政治協商會議）上，明確表示該類設施僅為培訓學校。
《纽约时报》的报道《泄露文件揭示中国如何组织对穆斯林的大规模拘禁》在美国政界和学界引发的涟漪效应。11月18日，美国国会暨行政当局中国委员会（CECC）发布推文说，该报道“证实了长期以来为外界所知的，由高层官员开展的无情运动。这些官员，包括中共中央政治局委员陈全国在内，至少应面临美国和国际社会的制裁。”
2020年7月9日，美国财政部依照時任总统特朗普于2017年12月依照《全球马格尼茨基人权问责法》签署的行政命令，对陈全国等四名新疆政法机关领导人及新疆公安厅进行制裁，四人在美资产将被冻结，与亲属无法进入美国。他同时也被列入《特別指定國民和被封鎖人員》名单。对此，陈全国本人对此回应说，“我本人根本没有兴趣去美国，在美国也没有一分一厘的资产”，制裁“是美国政客的丑陋闹剧和令人作呕的拙劣把戏”。2024年12月11日国际人权日当天，加拿大宣布以陈全国在西藏犯下嚴重侵犯人權罪行为由，对其在內的8名前任和现任中国官员实施制裁，其在加拿大资产被冻结，加拿大境内个人和境外的加拿大人也被禁止与他有任何财产相关活动。
根据2022年5月披露的新疆公安文件显示，时任新疆党委书记的陈全国下达了对再教育營越狱者开枪的命令（原文“打击组接到指令后……如学员不听劝告带枪民警可鸣枪示警，若学员不听劝阻继续扩大事态、逃跑或企图抢夺枪支，带枪民警予以击毙。”《上课期间防闹事、逃跑预案处置流程》）。